# Egghermonde
Landhuis Egghermonde is een rijksmonument aan de Banningstraat 6 in Soesterberg in de provincie Utrecht. Het huis staat aan het eind van een lange oprijlaan vanaf de Banningstraat.
Het landhuis staat op de plek van het voormalige huis "Onder Water", later werd het en boerderij die op haar beurt
weer vervangen werd door de villa "Bloemheuvel", een gebouw van de Utrechtse Gezondheidskolonie.
In 1914 werd het gebouw vervangen door het huidige landhuis.
Aan weerszijden van de lange oprijlaan staan drie rijen beuken. De deuren en luiken zijn groen-wit geschilderd. De ingang in de topgevel is bereikbaar via een halfrond terras. Bovenin bevindt zich een Oeil-de-boeuf. Op het leien dak staan twee schoorstenen. Het balkon aan de achterzijde wordt gedragen door de zuilen op het terras.